# 린마누엘 미란다
린마누엘 미란다(스페인어: Lin-Manuel Miranda, 1980년 1월 16일 ~ )는 미국의 뮤지컬 작곡가, 작사가, 배우, 감독이다. 뉴욕 출신의 푸에르토리코계로 웨슬리언 대학교를 졸업했다. 토니상 수상 뮤지컬 《인 더 하이츠》와 《해밀턴》 등에 출연했고, 디즈니 애니메이션 《모아나》(2016) OST 작곡에도 참여했다.

## 작품 목록

### 뮤지컬
- 인 더 하이츠 - 우스나비 데 라 베가 역
- 틱, 틱... 붐! - 존 역
- 해밀턴 - 알렉산더 해밀턴 역

### 영화
- 티모시 그린의 이상한 삶 (2012)
- 모아나 How far w'll go
- 메리 포핀스 리턴즈 (2018) - 잭 역
- 해밀턴 (2020) - 알렉산더 해밀턴 역
- 인 더 하이츠 (2021) - 피라게로 역
- 엔칸토 (2021)
- 틱, 틱... 붐! (2021)
- 인어 공주 (2023, 예정)